# Downhill (ciclismo)

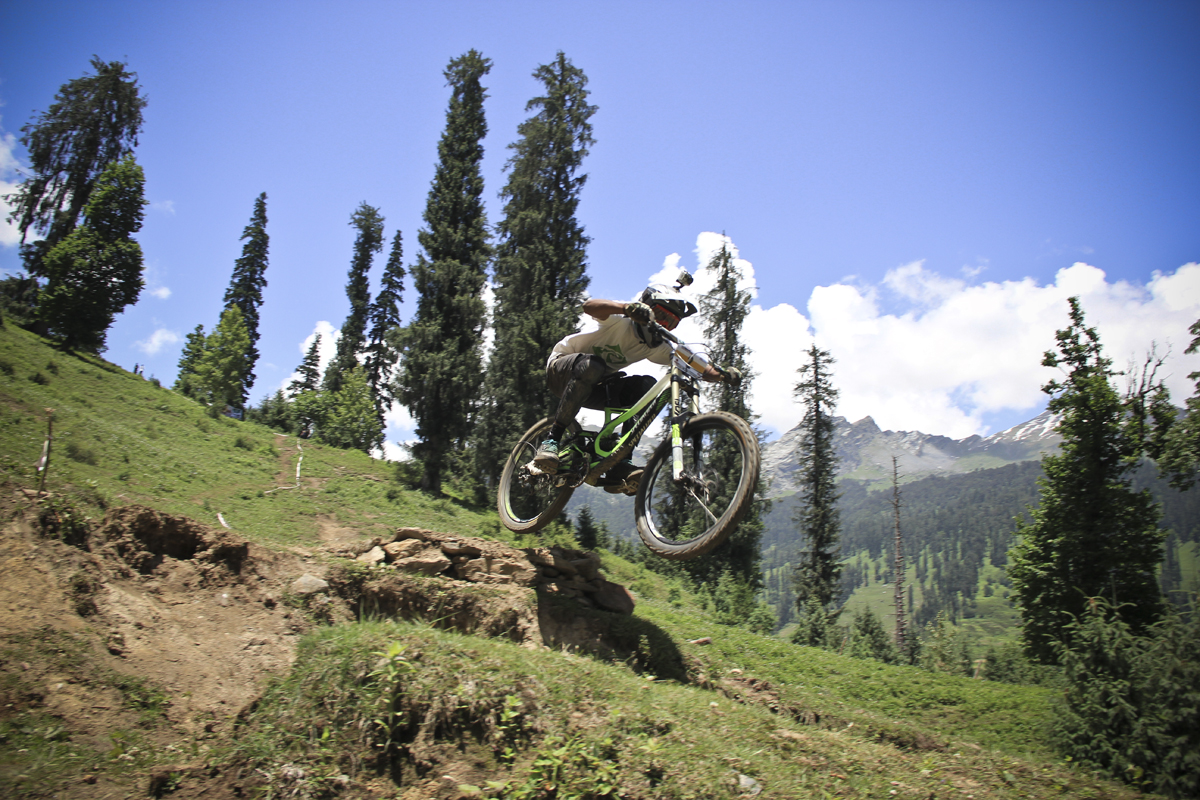
Atleta di downhill

Il downhill è una disciplina del mountain biking che si svolge completamente in discesa su terreni ripidi e sconnessi spesso caratterizzati da salti, pietraie e altri ostacoli, lungo piste aventi una lunghezza solitamente compresa tra i 2 ed i 5 chilometri. Come suggerisce il significato del suo nome in inglese, avendo come scopo la discesa veloce lungo i pendii tale disciplina è praticata generalmente in montagna o in collina. 

## Storia
Nel 1976 si è svolta a Fairfax, in California, la prima gara ufficiale di discesa in mountain bike. Da quel momento la disciplina ha assunto il nome di downhill e le competizioni hanno iniziato a diffondersi sia a livello amatoriale che agonistico. Dal 1993 la specialità del downhill entra a far parte della Coppa del mondo di mountain bike, affiancando la specialità del cross country, organizzata dall'Unione Ciclistica Internazionale.

## Caratteristiche

### Biciclette
Le biciclette da downhill sono mountain bike specificamente progettate per eccellere su percorsi in discesa, spesso accidentati e tecnicamente impegnativi. Questi modelli sono dotati di sospensioni avanzate, con un'escursione di 200 mm sull'ammortizzatore anteriore e tra 200 mm e 245 mm su quello posteriore, garantendo un'eccellente capacità di assorbire urti e vibrazioni.
Le ruote utilizzate sono generalmente da 27,5 pollici, sebbene siano comuni anche configurazioni con diametri da 26 o 29 pollici. Gli pneumatici, con una larghezza compresa tra 2,40 e 2,70 pollici, assicurano aderenza e controllo ottimali.
Per affrontare frenate intense e prolungate, queste biciclette sono dotate di impianti frenanti ad alte prestazioni, che includono dischi da 200 mm e pinze aventi fino a quattro pistoncini. Poiché sono progettate esclusivamente per la discesa, la trasmissione prevede rapporti relativamente lunghi, distribuiti su un numero limitato di velocità, per massimizzare l'efficienza e ridurre il peso complessivo.
Infine, per migliorare la stabilità e il controllo, il manubrio presenta dimensioni più ampie rispetto a quelle di una comune mountain bike, con larghezze che variano tra 780 mm e 800 mm.

### Percorsi
I percorsi si sviluppano normalmente su pendii collinari o di montagna, anche con tratti boschivi, e hanno una lunghezza variabile tra i 2 e i 5 chilometri, dove gli atleti dovranno superare ostacoli naturali o artificiali, come salti che possono arrivare ad un'altezza di 12 metri. Si possono distinguere tra percorsi convenzionali, eventualmente gestiti dagli atleti amatoriali che li percorrono, e i cosiddetti Flow. Questi ultimi si trovano normalmente all'interno dei Bike Park e sono gestiti e mantenuti da un'azienda, con l'utilizzo di appositi macchinari e squadre specializzate.

## Competizioni
Le gare possono svolgersi in due giorni, come nel caso delle competizioni nazionali e internazionali, oppure su singola giornata, nelle gare di minore importanza. Prima dell'avvio della gara, è prevista la ricognizione a piedi e un'analisi del tracciato, successivamente vengono svolte le prove. La prima manche o manche di qualificazione è una prova di qualificazione all'atto conclusivo della gara.
Le competizioni sono solitamente suddivise in tre categorie: Junior (men e women), Élite Men e Élite Women.